# Spediteurs-Sammelladungs-Konferenz
Die so genannte Spediteurs-Sammelladungs-Konferenz (SSK) bestand aus Speditionsunternehmen, die sich im nationalen österreichischen Sammelladungsverkehr für Stückgut betätigten, und veröffentlichte in einer bis 2007 jährlich erschienenen, gedruckten Broschüre die aktuellen Tarife für den Transport von Stückgut; auch eine Liste der Mitgliedsfirmen war darin enthalten. Es gab auch Computerprogramme zur Tarifberechnung nach SSK. Die SSK war bis 2007 in der Rechtsform einer Gesellschaft nach bürgerlichem Recht organisiert und beim Zentralverband der Spediteure (ZV, jetzt: Zentralverband Spedition & Logistik) angesiedelt. Sie diente kartellrechtswidrigen Branchenabsprachen.

## Geschichte
Die SSK-Rahmenübereinkunft existierte etwa seit den 60er Jahren keineswegs geheim und umfasste zunächst sowohl den nationalen österreichischen als auch den grenzüberschreitenden Stückgutverkehr; im Zusammenhang mit dem EU-Beitritt Österreichs wurde die Rahmenübereinkunft im Jahr 1994 auf den innerösterreichischen Sammelladungsverkehr beschränkt. Gemäß Beschluss des Oberlandesgerichtes Wien als Kartellgericht vom 2. Februar 1996, 4 Kt 79/95-12, wurde festgestellt, dass die von den Mitgliedern des Zentralverbandes der Spediteure im Jahr 1994 gegründete Spediteurs-Sammelladungs-Konferenz (SSK) ein Bagatellkartell im Sinn des § 16 Kartellgesetz darstellt. Die an der SSK beteiligten Unternehmen beriefen sich auch 2010 nach der Einleitung des Geldbußenverfahrens (siehe unten) darauf, dass es sich bei der SSK um ein zulässiges und angemeldetes Bagatellkartell gehandelt habe. Die betroffenen Unternehmen waren aufgrund des offiziellen Charakters der SSK und der Tatsache, dass sie öffentlich bekannt war, der Ansicht, an keinem illegalen Kartell oder an verbotenen Preisabsprachen teilgenommen zu haben und habe sich diesbezüglich auf den Zentralverband der Spediteure verlassen, dessen Kernaufgabe es gewesen sei, zu prüfen, ob die Kriterien für ein zulässiges Bagatellkartell vorliegen.

## Geldbußenverfahren
Die Bundeswettbewerbsbehörde (BWB) leitete aufgrund eines Kronzeugenantrags der Österreich-Tochter von Schenker AG im Jahr 2007 Ermittlungen ein und beantragte 2010 beim Kartellgericht Geldbußen gegen die beteiligten Unternehmen mit Ausnahme des Kronzeugen. Laut BWB sollen 42 österreichische Spediteure von 1994 bis 2007 ein professionell organisiertes Preis- und Absprachenkartell in Sachen Stückgutsammelladungen im Straßentransport gebildet haben. Daneben soll – ebenfalls laut BWB – die SSK seit 1999 mit dem Schienen-Spediteur Rail Cargo Austria einem weiteren Kartell für das Sammelladungsgeschäft auf der Schiene nachgegangen sein.
Das Oberlandesgericht Wien als Kartellgericht wies mit Beschluss vom 22. Februar 2011 in erster Instanz den Geldbußenantrag der BWB mit der Begründung ab, dass die Unternehmen kein Verschulden treffe, wenn sie auf die Weitergeltung der Kartellgerichtsentscheidung aus dem Jahr 1996 vertrauten (nicht vorwerfbarer Verbotsirrtum).
Der österreichische Oberste Gerichtshof richtete am 5. Dezember 2011 zu dieser Rechtsfrage ein Vorabentscheidungsersuchen an den EuGH. Die darauf ergangene Vorabentscheidung des EuGH vom 18. Juni 2013 fiel zuungunsten der SSK-Mitglieder aus. Entgegen der Ansicht des Oberlandesgerichtes und abweichend von den Schlussanträgen der Generalanwältin antworteten die Luxemburger Richter auf die Fragen des Obersten Gerichtshofs sinngemäß, dass sich bei Preisabsprachen niemand damit entschuldigen könne, dass er sich aufgrund eines Rechtsrats einer Anwaltskanzlei oder der Auskunft der Behörde selbst über die Rechtmäßigkeit seines Verhaltens geirrt habe.
Mit Stand Jänner 2015 hatte das Kartellgericht 30 Unternehmen zu Strafen von insgesamt 17,5 Mio. € verurteilt. In 28 Fällen war die Strafe zu diesem Zeitpunkt bereits rechtskräftig, darunter bei Rail Cargo Austria, das mit 8,5 Mio. € die höchste Strafe erhalten hatte.

## Ähnliche, historische Konferenzen, Absprachen und Wettbewerbsbeschränkungen
In der Transportbranche gab es mehrere, der SSK ähnliche Konferenzen, Absprachen und Wettbewerbsbeschränkungen, unter anderem folgende:
- Autosammelladungskonferenz als in Österreich (vor 1994) genehmigt gewesenes Kartell[14]
- Bahnsammelladungskonferenz als in Österreich (vor 1994) genehmigt gewesenes Kartell[15]
- Linienkonferenz oder Konferenz, gebildet als Gruppe von Unternehmen der Seeschifffahrt, die internationale Liniendienste für die Beförderung von Ladung innerhalb fester geografischer Grenzen zur Verfügung stellt und die übereingekommen ist, auf der Grundlage einheitlicher oder gemeinsamer Frachtraten und etwaiger sonstiger vereinbarter Bedingungen hinsichtlich der Bereitstellung von Liniendiensten zu arbeiten. Diese Festlegung der Beförderungspreise und -bedingungen, die Aufteilung der Lademengen oder der Einnahmen unter den Mitgliedern im Seeverkehr für Kabotagedienste und Trampdienste (unregelmäßige Massenguttransporte zur See) war (bis 18. Oktober 2008) erlaubt nach Artikel 3 der Verordnung (EWG) Nr. 4056/86[16] als Ausnahme vom Kartellverbot des damaligen Art 81 ex 85 EG, nunmehr Art 101 AEUV.[17]
- Regulierung und Absprache von Beförderungsentgelten nach der Verordnung (EWG) Nr. 3568/83 des Rates vom 1. Dezember 1983 (gültig bis 31. Dezember 1989) über die Bildung der Beförderungsentgelte im Güterkraftverkehr zwischen den Mitgliedstaaten[18]
- Einheitlicher Transporttarif (tariffa di riferimento) der Federazione Nazionale Spedizionieri (Mailand 1992).[19]
- Im Seeverkehrsliniendienst waren gemäß Verordnung (EG) Nr. 823/2000 der Kommission vom 19. April 2000 (in Kraft vom 26. April 2000 bis 25. April 2010) zur Anwendung von Artikel 81 Absatz 3 EG-Vertrag bestimmte Vereinbarungen, Beschlüsse und aufeinander abgestimmten Verhaltensweisen zwischen Seeschifffahrtsunternehmen (Konsortien) zulässig.[20] Diese Verordnung wurde verlängert bis 2020 durch die Verordnung (EG) Nr. 906/2009 der Kommission vom 28. September 2009 über die Anwendung von Artikel 81 Absatz 3 EG-Vertrag auf bestimmte Gruppen von Vereinbarungen, Beschlüssen und aufeinander abgestimmten Verhaltensweisen zwischen Seeschifffahrtsunternehmen (Konsortien).[21]
- Die Kabotage war lange Zeit gemeinschaftsrechtlich beschränkt und hat jetzt noch administrative Hürden gemäß Verordnung (EWG) Nr. 3118/93 des Rates vom 25. Oktober 1993 zur Festlegung der Bedingungen für die Zulassung von Verkehrsunternehmen zum Güterkraftverkehr innerhalb eines Mitgliedstaats, in dem sie nicht ansässig sind.[22]
- Preisfestsetzung und Leistungsabsprachen im internationalen Luftverkehr, die bis in die 1990er-Jahre bzw. bis etwa 2006 wirksam waren, im Rahmen der IATA.